# Chloroplaga javana
Chloroplaga javana är en fjärilsart som beskrevs av Walter Karl Johann Roepke 1948. Chloroplaga javana ingår i släktet Chloroplaga och familjen trågspinnare. Inga underarter finns listade i Catalogue of Life.